# Volker von Collande
Volker von Collande, all'anagrafe Volker Hubertus Valentin Maria von Mitschke-Collande (Dresda, 21 novembre 1913 – Hannover, 29 ottobre 1990), è stato un attore, regista e sceneggiatore tedesco, in attività soprattutto tra gli anni trenta e gli anni sessanta.

## Biografia
Come attore, partecipò ad una quarantina di produzioni, mentre, come regista, diresse una ventina di film.
Di origini nobili, ha fatto parte di una famiglia di artisti: era infatti nipote dell'attore Paul Wiecke (1862–1944), figlio del pittore e scenografo Constantin von Mitschke-Collande, fratello dell'attrice Gisela von Collande (1915-1960) e padre dell'attrice Nora von Collande (n. 1958).
È sepolto ad Amburgo, nel Cimitero monumentale di Ohlsdorf, accanto alla sorella Gisela.

## Filmografia

### Attore
- Rivalen der Luft - Ein Segelfliegerfilm, regia di Frank Wisbar (1934)
- Die Wunderschießbude, regia di Hans Fritz Köllner (1934)
- Hermine und die sieben Aufrechten, regia di Frank Wisbar (1935)
- Lo studente di Praga (Der Student von Prag), regia di Arthur Robison (1935)
- Le spie di Napoleone (Der höhere Befehl), regia di Gerhard Lamprecht (1935)
- Der Uhrenladen, regia di Peter Paul Brauer (1935)
- Waldwinter, regia di Fritz Peter Buch (1936)
- Artigli nell'ombra (Verräter), regia di Karl Ritter (1936)
- Donner, Blitz und Sonnenschein, regia di Erich Engels (1936)
- Togger, regia di Jürgen von Alten (1937)
- Kapriolen, regia di Gustaf Gründgens (1937)
- Heidenovelle, regia di Alfredo B. Crevenna (1937)
- Das Ehesanatorium (1938)
- Eine Frau kommt in die Tropen, regia di Harald Paulsen (1938)
- Schwarzfahrt ins Glück, regia di Carl Boese (1938)
- Ziel in den Wolken, regia di Wolfgang Liebeneiner (1939)
- Dietro il sipario (Der Vorhang fällt), regia di Georg Jacoby (1939)
- Notte romantica (Eine Frau wie Du), regia di Viktor Tourjansky (1939)
- Quando comincia l'amore (Ihr erstes Erlebnis) (1939)
- Polterabend
- Kopf hoch, Johannes!, regia di Viktor de Kowa (1941)
- Männerwirtschaft
- Due amori (Die schwedische Nachtigall), regia di Peter Paul Brauer (1941)
- Zwei in einer großen Stadt, regia di Volker von Collande (1942)
- Fritze Bollmann wollte angeln, regia di Volker von Collande (1943)
- Wildvogel, regia di Johannes Meyer (1943)
- Ein schöner Tag
- Eine kleine Sommermelodie, regia di Volker von Collande (1944)
- Absender unbekannt, regia di Ákos Ráthonyi (1950)
- Dreizehn unter einem Hut, regia di Johannes Meyer (1950)
- Des Lebens Überfluss, regia di Wolfgang Liebeneiner (1950)
- Unvergängliches Licht, regia di Arthur Maria Rabenalt (1951)
- Wildwest in Oberbayern, regia di Ferdinand Dörfler (1951)
- Ich warte auf dich, regia di Volker von Collande (1952)
- Rebeldía
- Gestapo in agguato (Rittmeister Wronski), regia di Ulrich Erfurth (1954)
- Zwischen den Zügen - film tv (1955)
- Der Mann im Manne, regia di Peter Beauvais - film tv (1959)
- Adieu, Prinzessin
- Das Kriminalmuseum
- Der Panamaskandal - film tv (1967)
- Weiberwirtschaft - serie tv (1987)

### Regista
- Zwei in einer großen Stadt (1942)
- Das Bad auf der Tenne (1943)
- Fritze Bollmann wollte angeln (1943)
- Eine kleine Sommermelodie (1944)
- Kaspers Reise um die Welt (1950)
- Insel ohne Moral (1950)
- Ich warte auf dich (1952)
- Ein Mann vergißt die Liebe (1955)
- Die letzte Nacht der Titanic - film tv (1955)
- Hochzeit auf Immenhof (1956)
- Die Tochter (1956)
- Oberst Chabert - film tv (1956)
- Staatsbegräbnis - film tv (1956)
- Hochzeit auf Immenhof  (1956)
- So süß ist kein Tod - film tv (1956)
- Der Glücksbringer (1957)
- Cardillac (1957)
- Der Meisterdieb

- Gesucht wird Mörder X (serie TV, 4 episodi, 1959)
- Professor Schnellfisch (TV, 1959)
- Staatsaffairen (TV, 1961)
- Die Flucht (TV, 1962)
- Afrika tanzt (1967)

### Sceneggiatore
- Heidenovelle, regia di Alfredo B. Crevenna (1937)
- Zwei in einer großen Stadt, regia di Volker von Collande (1942)
- Das Bad auf der Tenne, regia di Volker von Collande (1943)
- Wie sagen wir es unseren Kindern? (1949)
- Insel ohne Moral (1950)
- Ich warte auf dich, regia di Volker von Collande (1952)
- Die Regimentstochter (1962)
- Die Flucht (TV, 1962)

### Produttore
- Fritze Bollmann wollte angeln (1943)